# Enosima leucotaeniella
Enosima leucotaeniella är en fjärilsart som beskrevs av Émile Louis Ragonot 1888. Enosima leucotaeniella ingår i släktet Enosima och familjen mott. Inga underarter finns listade i Catalogue of Life.